# IŻ 2125 Kombi

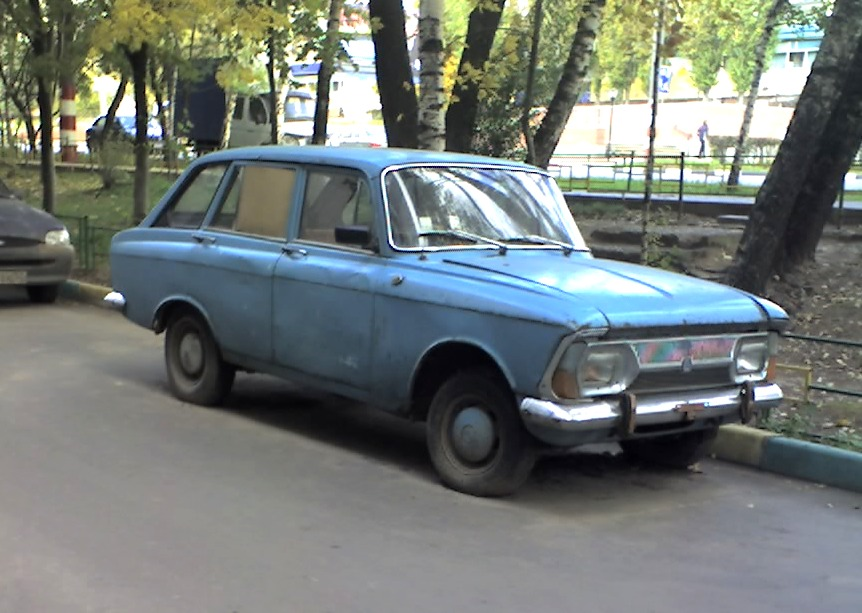
IŻ-2125 wczesnej produkcji

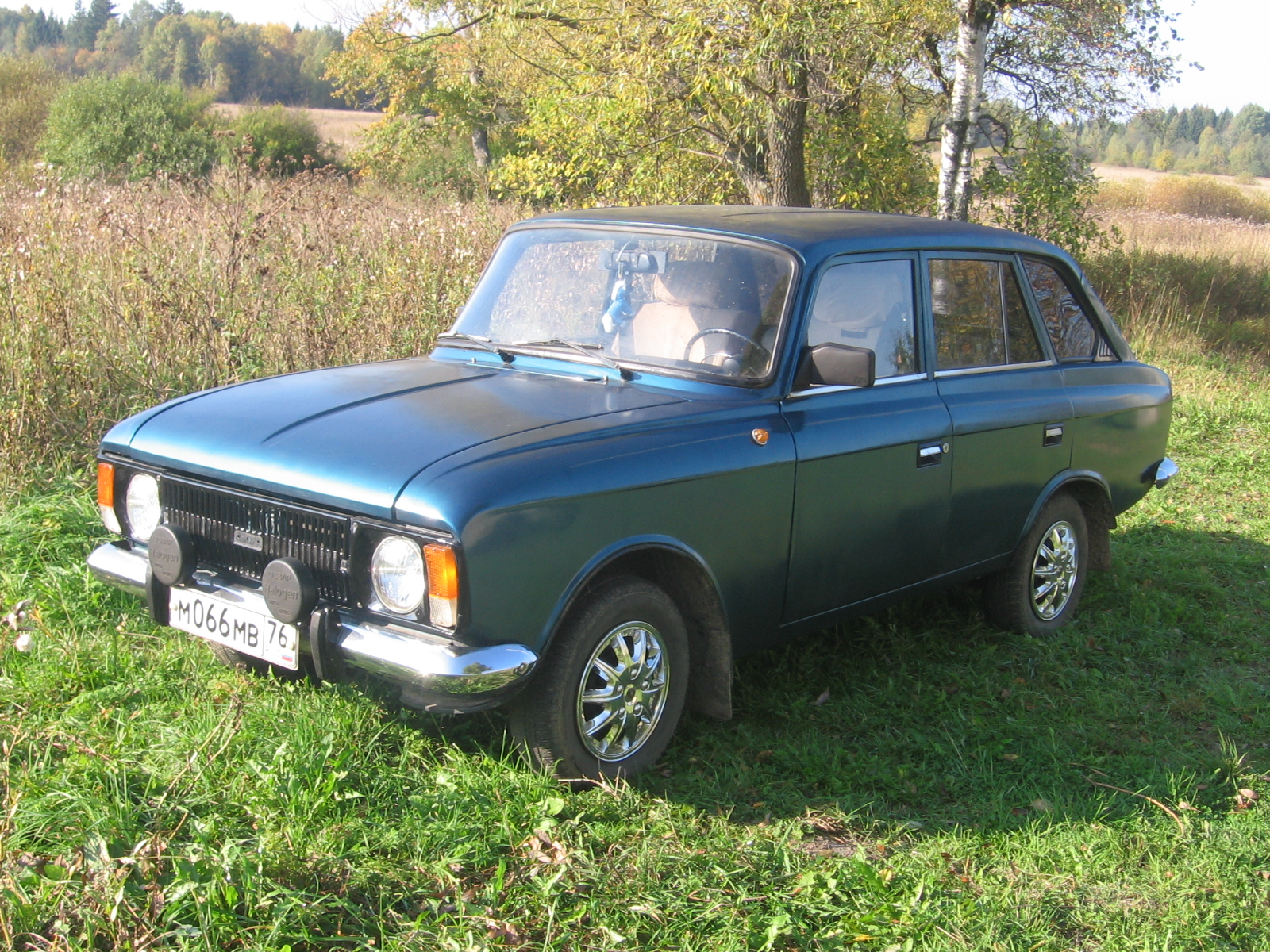
Późny IŻ-21251

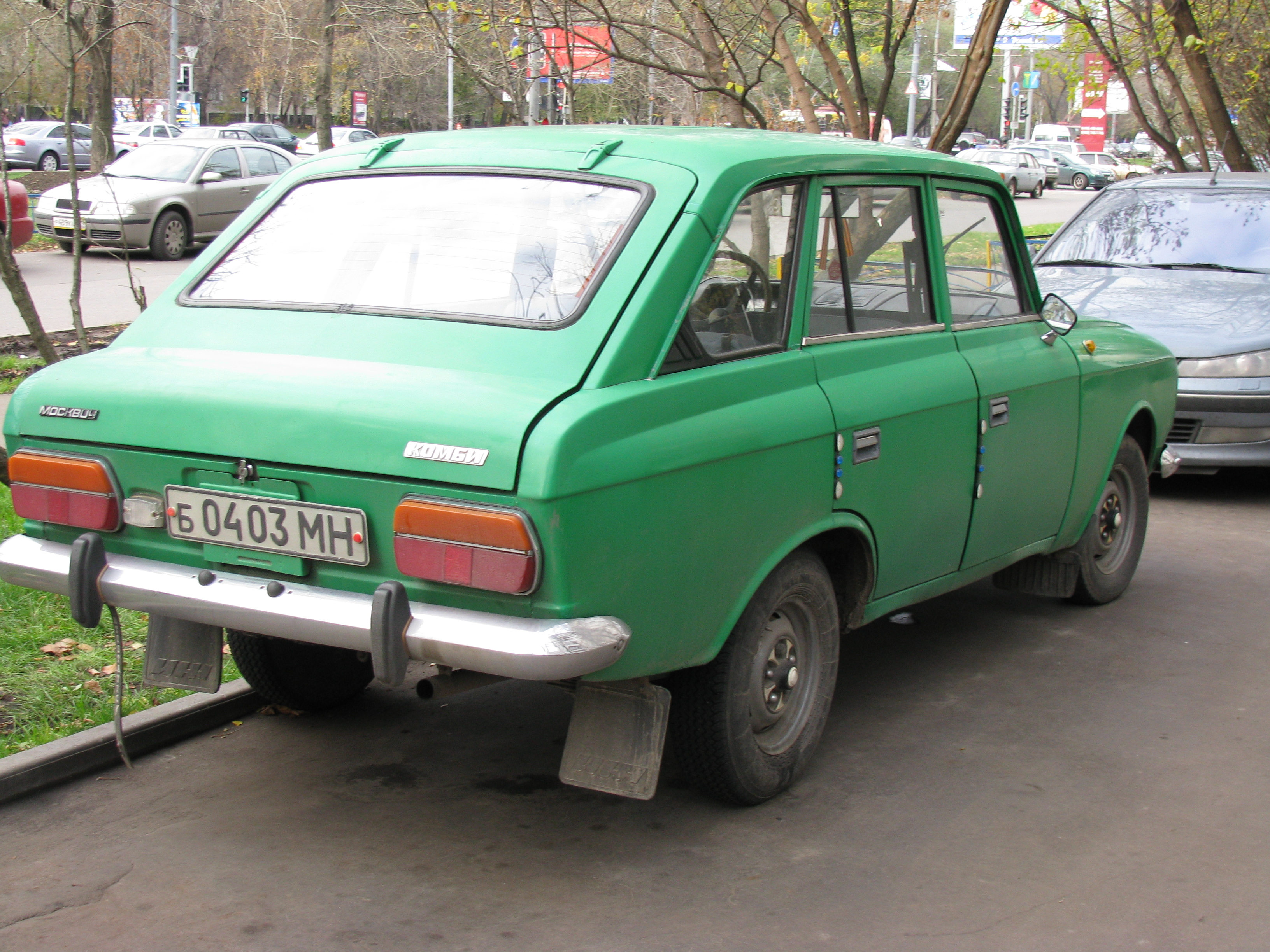
IŻ-21251 Kombi od tyłu

IŻ-2125 Kombi (ros. ИЖ-2125 «Комби») – samochód osobowy produkowany przez radzieckie Iżewskie Zakłady Samochodowe (IżAwto) w latach 1973–1997 (od 1982 roku w zmodernizowanej wersji IŻ 21251).

## Historia i opis modelu
Samochód IŻ 2125 wywodził się z konstrukcji samochodu Moskwicz 412, który produkowano od 1967 roku – poza moskiewskimi zakładami – także w nowo utworzonych Iżewskich Zakładach Samochodowych w Iżewsku. Oprócz produkcji Moskwiczy według dostarczonej dokumentacji, w zakładzie powołano też własne biuro konstrukcyjne, zajmujące się rozwojem konstrukcji tego samochodu. Jako pierwszy wdrożono bardziej potrzebny dla gospodarki narodowej furgon IŻ 2715, po czym w 1973 roku do produkcji skierowano bazujący na Moskwiczu 412 samochód  osobowy z nadwoziem liftback (określanym też w literaturze jako hatchback) – IŻ 2125.
Prace nad modelem 2125 rozpoczęto już pod koniec lat 60., a inspiracją dla nich był francuski Renault 16. Jak na owe czasy, nadwozie Iża było nowoczesne – był to pierwszy i przez dłuższy czas jedyny samochód tego rodzaju w ofercie radzieckiego przemysłu samochodowego. Samochód zachowywał konstrukcję i wymiary sedana Moskwicz 412, a podstawowa różnica tkwiła w tylnej części nadwozia, która miała wydłużony dach i piąte drzwi, umieszczone pod kątem bliskim 45°. Samochód otrzymał jednak także nowy, swoisty pas przedni, z prostokątnymi reflektorami, głęboko osadzonymi po bokach chromowanej, wypukłej atrapy chłodnicy, o innej formie, niż w Moskwiczu. Dodatkowo kierunkowskazy i światła pozycyjne zostały zamontowane w pionowych zespołach na zewnątrz reflektorów, zamiast pod nimi, jak w Moskwiczu. Oryginalnym akcentem były lusterka wsteczne, umieszczane na błotnikach przednich.
Nowa forma nadwozia zwiększyła uniwersalność samochodu, przybliżając go, dzięki wydłużonemu dachowi, do nadwozia kombi. Samochód otrzymał też oficjalną nazwę IŻ Kombi, która nie oznaczała wprost nadwozia typu kombi (nazywanego w języku rosyjskim nadwoziem "uniwersalnym" - uniwiersał), natomiast była zaczerpnięta z języka niemieckiego, aby zaakcentować jego zwiększoną uniwersalność. W stosunku do sedana, otrzymał on wzmocnione resory z tyłu. Po złożeniu oparcia tylnego siedzenia otrzymywało się sporą przestrzeń bagażową, o objętości 1,15 m³ i ładowności do 200 kg. Bez rozkładania siedzenia, ładowność bagażnika była obliczona na 50 kg. W odróżnieniu od sedana, który miał koło zapasowe w bagażniku, przy ścianie, w Iżu mieściło się ono pod podłogą bagażnika. Od wnętrza samochodu bagażnik był oddzielony zdejmowaną półką, za oparciem tylnego siedzenia, o udźwigu 10-15 kg. 
Mechanika i wnętrze samochodu odpowiadały Moskwiczowi 412 generacji produkowanej od początku lat 70., z elementami zwiększającymi pasywne bezpieczeństwo, jak miękkie poliuretanowe nakładki na metalowej desce przyrządów i wewnętrznych elementach nadwozia. Również napęd stanowił ten sam produkowany  w Ufimskiej Fabryce Silników Samochodowych (UZAM) w Ufie silnik benzynowy 1,5 l UZAM-412 o mocy 75 KM, wzorowany na niemieckim silniku BMW M10.

## Modernizacja - IŻ-21251
Od połowy lat 70. roku wprowadzano stopniowo w konstrukcji samochodów ulepszenia, głównie przejmowane z Moskwicza 412, jak dwuobwodowy układ hamulcowy ze wspomaganiem i hamulcami tarczowymi z przodu (1980 rok). W 1982 roku ostatecznie wprowadzono do produkcji przestylizowany samochód, oznaczony IŻ 21251, który zastąpił dotychczasową wersję. Zgodnie z tendencjami tego okresu, zastąpiono chromowaną atrapę chłodnicy przez prostszą czarną, zamieniono też prostokątne reflektory na okrągłe. Oprócz innych ulepszeń, samochód otrzymał wpuszczane klamki drzwi (umieszczone niżej, niż u jego moskiewskiego "rówieśnika" Moskwicz 2140). Ulepszeniom podlegało też wnętrze, m.in. samochód otrzymał fotele z zagłówkami. Równocześnie podobnej modernizacji uległy inne modele gamy IŻ, w tym Moskwicz 412 produkcji tej fabryki.
IŻ-21251 produkowany był do 1997 roku (najdłużej z całej rodziny samochodów osobowych wywodzących się z modelu Moskwicz 408 z 1964 roku). Od 1973 roku zbudowano 66 489 samochodów IŻ-2125 i 347 701 IŻ-21251. W połowie lat 70. samochód kosztował 6746 rubli - niewiele drożej od sedana Moskwicz 412 (6376 rubli).

## Dane techniczne
Główne źródło:
- Nadwozie: samonośne, stalowe, 5-drzwiowe, 5-miejscowe
- Długość/szerokość/wysokość: 4120 / 1550 / 1440 mm
- Rozstaw osi: 2400 mm
- Rozstaw kół przód/tył: 1247 / 1237 mm
- Szerokość kanapy tylnej: 1260 mm
- Masa własna: 1100 kg
- Masa całkowita: 1450 kg
- Najmniejszy prześwit pod osiami: 168 mm

- Silnik: UZAM-412 - gaźnikowy, 4-suwowy, 4-cylindrowy rzędowy, górnozaworowy OHC, chłodzony cieczą, umieszczony podłużnie z przodu, napędzający koła tylne
- Pojemność skokowa: 1478 cm³
- Średnica cylindra / skok tłoka: 82/70 mm
- Moc maksymalna: 75 KM przy 5800 obr./min
- Maksymalny moment obrotowy: 11,4 kgf · m przy  3-3,8 tys. obr./min[1]
- Stopień sprężania: 8,8:1
- Gaźnik: K-126N
- Skrzynia przekładniowa mechaniczna 4-biegowa, biegi do przodu zsynchronizowane

- Zawieszenie przednie: niezależne, poprzeczne wahacze resorowane sprężynami, teleskopowe amortyzatory hydrauliczne
- Zawieszenie tylne: zależne, sztywna oś na podłużnych resorach półeliptycznych, teleskopowe amortyzatory hydrauliczne
- Hamulce przednie i tylne bębnowe, ze wspomaganiem, od 1980 dwuobwodowe; hamulec ręczny mechaniczny na koła tylne
- Ogumienie o wymiarach 6,45-13"

- Prędkość maksymalna: 140 km/h
- Zużycie paliwa: 8,8 l/100 km przy V=80 km/h